# Billy Don't Be a Hero
Billy Don't Be a Hero (Billy no seas un héroe) es una canción de 1974 contra la guerra, interpretada por Paper Lace y también por Bo Donaldson and The Heywoods. La canción fue escrita por Mitch Murray y Peter Callander.
Debido a que la canción fue lanzada en 1974, es a menudo asociada con la guerra de Vietnam , aunque en realidad se refiere a la guerra civil americana como lo demuestra el "blues soldado" (las fuerzas de la Unión) en las letras y portada del sencillo. Además, un vídeo musical de 1974 muestra a la banda tocando con los uniformes de la Unión.

## Charts
Billy Don’t Be a Hero llegó a ser número uno en las listas de singles del Reino Unido el 16 de marzo de 1974, El grupo Paper Lace pensaba lanzar el disco en Estados Unidos, pero la canción fue grabada y publicada antes que ellos por Bo Donaldson and The Heywoods, alcanzando el n.º 1 en el Billboard Hot 100 el 15 de junio de 1974.

## La canción en el cine y TV
- La canción aparece en las películas Las aventuras de Priscilla, reina del desierto (1993), Un golpe de suerte (2005).
- El título de la canción es mencionado en la comedia Friends (1994-2004), por el personaje de David Schwimmer, -Ross Geller- como referencia de algo sucedido durante su infancia, es decir, hace mucho tiempo.